# Peregrin
Peregrin ist ein europäischer, männlicher Vorname. Lateinisch „peregrinus“ heißt „fremd, ausländisch, Fremder“.

## Träger

### Reale Namensträger
- Sebastian Peregrin Zwyer (1597–1661), Schweizer Militär und Politiker
- Jakob Peregrin Paulitsch (1757–1827), Bischof von Gurk
- Peregrin Obdržálek (1825–1891), tschechischer Geistlicher und Autor
- Peregrin Teuschl (1822–1870), österreichisch-ungarischer Steinmetzmeister und Bildhauer
- Steve Peregrin Took (1949–1980), britischer Rockmusiker

### Fiktive Namensträger
- Peregrin Tuk aus dem Der-Herr-der-Ringe-Roman und seinen Verfilmungen
- Vitus Peregrin, die Titelfigur der Erzählung Unser Freund Peregrin von Ina Seidel